# 200 mètres féminin aux Jeux olympiques d'été de 1976 (athlétisme)
Navigation
Munich 1972 Moscou 1980

Logo des Jeux olympiques d'été de 1976

L'épreuve du 200 mètres féminin aux Jeux olympiques de 1976 s'est déroulée les 26 et 28 juillet 1976 au Stade olympique de Montréal, au Canada. Elle est  remportée par l'Est-allemande Bärbel Eckert qui établit un nouveau record olympique en 22 s 37.

## Faits marquants
36 concurrentes représentant 21 nations participent à l'épreuve.
La tenante du titre, l'Est-allemande Renate Stecher, avait été dépossédée de son record du monde en 1974 par Irena Szewińska. Cependant la Polonaise était uniquement alignée sur 400 mètres.
L'Australienne Raelene Boyle, victorieuse aux Jeux du Commonwealth de 1974 et médaillée d'argent sur 200 mètres aux Jeux de 1968 et de 1972, commet deux faux départs en demi-finale et est éliminée. La série est remportée par Stecher en 22 s 68, et la deuxième par sa compatriote Bärbel Eckert, une outsider.
En finale, cette dernière, après un très bon virage à la ligne deux, garde une petite avance sur Stecher. Annegret Richter termine fort et passe Stecher pour la deuxième place, tandis qu'Eckert, future Bärbel Wöckel, bat de trois centièmes le record olympique de Stecher.

## Records avant compétition
Avant cette compétition, les records dans cette discipline étaient les suivants : 
| Record du monde  | Irena Szewińska (POL) | 22 s 21 | Potsdam | 13 juin 1974     |
| Record olympique | Renate Stecher (GDR)  | 22 s 40 | Munich  | 7 septembre 1972 |

## Résultats

### Séries
Les 5 premières de chaque série et les 2 meilleurs temps se qualifient pour les quarts de finale.

### Quarts de finale
Les 4 premières de chaque série se qualifient pour les demi-finales.
| Rang | Athlète                    | Pays                 | Temps   | Notes |
| ---- | -------------------------- | -------------------- | ------- | ----- |
| 1    | Carla Bodendorf            | Allemagne de l'Est   | 23 s 20 | Q     |
| 1    | Debra Armstrong            | États-Unis           | 23 s 20 | Q     |
| 3    | Annegret Richter           | Allemagne de l'Ouest | 23 s 35 | Q     |
| 4    | Nadezhda Besfamilnaya      | Union soviétique     | 23 s 48 | Q     |
| 5    | Debbie Wells               | Australie            | 23 s 65 |       |
| 6    | Lea Alaerts                | Belgique             | 23 s 80 |       |
| 7    | Lilyana Panayotova-Ivanova | Bulgarie             | 23 s 87 |       |
| 8    | Sue Jowett                 | Nouvelle-Zélande     | 24 s 23 |       |

| Rang | Athlète              | Pays                 | Temps   | Notes |
| ---- | -------------------- | -------------------- | ------- | ----- |
| 1    | Raelene Boyle        | Australie            | 22 s 97 | Q     |
| 2    | Inge Helten          | Allemagne de l'Ouest | 23 s 09 | Q     |
| 3    | Tatyana Prorochenko  | Union soviétique     | 23 s 11 | Q     |
| 4    | Chantal Réga         | France               | 23 s 33 | Q     |
| 5    | Rosie Allwood        | Jamaïque             | 23 s 40 |       |
| 6    | Bev Goddard          | Grande-Bretagne      | 23 s 74 |       |
| 7    | Mona-Lisa Pursiainen | Finlande             | 24 s 10 |       |
| 8    | Joanne McTaggart     | Canada               | 24 s 47 |       |

| Rang | Athlète               | Pays               | Temps   | Notes |
| ---- | --------------------- | ------------------ | ------- | ----- |
| 1    | Renate Stecher        | Allemagne de l'Est | 23 s 04 | Q     |
| 2    | Chandra Cheeseborough | États-Unis         | 23 s 19 | Q     |
| 3    | Marjorie Bailey       | Canada             | 23 s 24 | Q     |
| 4    | Jackie Pusey          | Jamaïque           | 23 s 42 | Q     |
| 5    | Catherine Delachanal  | France             | 23 s 65 |       |
| 6    | Silvia Schinzel       | Autriche           | 23 s 95 |       |

| Rang | Athlète              | Pays               | Temps   | Notes |
| ---- | -------------------- | ------------------ | ------- | ----- |
| 1    | Bärbel Eckert        | Allemagne de l'Est | 22 s 85 | Q     |
| 2    | Patty Loverock       | Canada             | 23 s 03 | Q     |
| 3    | Denise Robertson     | Australie          | 23 s 12 | Q     |
| 4    | Carol Cummings       | Jamaïque           | 23 s 45 | Q     |
| 5    | Lyudmila Maslakova   | Union soviétique   | 23 s 63 |       |
| 6    | Helen Golden         | Grande-Bretagne    | 23 s 94 |       |
| 7    | Freida Nicholls-Davy | Barbade            | 24 s 27 |       |

### Demi-finales
Les 4 premières de chaque série se qualifient pour la finale.
| Rang | Athlète             | Pays                 | Temps   | Notes |
| ---- | ------------------- | -------------------- | ------- | ----- |
| 1    | Renate Stecher      | Allemagne de l'Est   | 22 s 68 | Q     |
| 2    | Carla Bodendorf     | Allemagne de l'Est   | 22 s 84 | Q     |
| 3    | Inge Helten         | Allemagne de l'Ouest | 22 s 97 | Q     |
| 4    | Tatyana Prorochenko | Union soviétique     | 23 s 03 | Q     |
| 5    | Marjorie Bailey     | Canada               | 23 s 06 |       |
| 6    | Debra Armstrong     | États-Unis           | 23 s 16 |       |
| 7    | Carol Cummings      | Jamaïque             | 23 s 41 |       |
|      | Raelene Boyle       | Australie            | DQ      |       |

| Rang | Athlète               | Pays                 | Temps   | Notes |
| ---- | --------------------- | -------------------- | ------- | ----- |
| 1    | Bärbel Eckert         | Allemagne de l'Est   | 22 s 71 | Q     |
| 2    | Annegret Richter      | Allemagne de l'Ouest | 22 s 90 | Q     |
| 3    | Denise Robertson      | Australie            | 22 s 91 | Q     |
| 4    | Chantal Réga          | France               | 23 s 00 | Q     |
| 5    | Patty Loverock        | Canada               | 23 s 09 |       |
| 6    | Chandra Cheeseborough | États-Unis           | 23 s 20 |       |
| 7    | Jackie Pusey          | Jamaïque             | 23 s 31 |       |
| 8    | Nadezhda Besfamilnaya | Union soviétique     | 23 s 38 |       |

### Finale
| Rang               | Athlète             | Pays                 | Temps   | Notes |
| ------------------ | ------------------- | -------------------- | ------- | ----- |
| Médaille d'or      | Bärbel Eckert       | Allemagne de l'Est   | 22 s 37 | OR    |
| Médaille d'argent  | Annegret Richter    | Allemagne de l'Ouest | 22 s 39 |       |
| Médaille de bronze | Renate Stecher      | Allemagne de l'Est   | 22 s 47 |       |
| 4                  | Carla Bodendorf     | Allemagne de l'Est   | 22 s 64 |       |
| 5                  | Inge Helten         | Allemagne de l'Ouest | 22 s 68 |       |
| 6                  | Tatyana Prorochenko | Union soviétique     | 23 s 03 |       |
| 7                  | Denise Robertson    | Australie            | 23 s 05 |       |
| 8                  | Chantal Réga        | France               | 23 s 09 |       |

## Légende
Records et Performances
- AR : Record continental (area record)
- CR : Record des championnats (championship record)
- MR : Record du meeting (meet record)
- NR : Record national (national record)
- OR : Record olympique (olympic record)
- PR : Record paralympique (paralympic record)
- PB : Record personnel (personal best)
- SB : Meilleure performance personnelle de la saison (season's best)
- WL : Meilleure performance mondiale de l'année (world leader)
- WJR : Record du monde junior (world junior record)
- WR : Record du monde (world record)

Circonstances et Conditions
- DNF : N'a pas terminé (did not finish)
- DNS : N'a pas pris le départ (did not start)
- DQ : Disqualification (disqualification)
- NM : Aucun essai valable enregistré (No Mark)
- Q : Qualifié « directement » au prochain tour (ou à la prochaine compétition), lors d'une compétition majeure, grâce au classement ou à la réalisation des minima (automatic qualifier)
- q : Qualifié au prochain tour (ou à la prochaine compétition), lors d'une compétition majeure, grâce au repêchage ou à la réalisation de l'une des meilleures performances parmi celles des « non qualifiés directement » (grâce au meilleur temps ou à la meilleure distance par exemple) (secondary qualifier)